# Barborky (postavy)

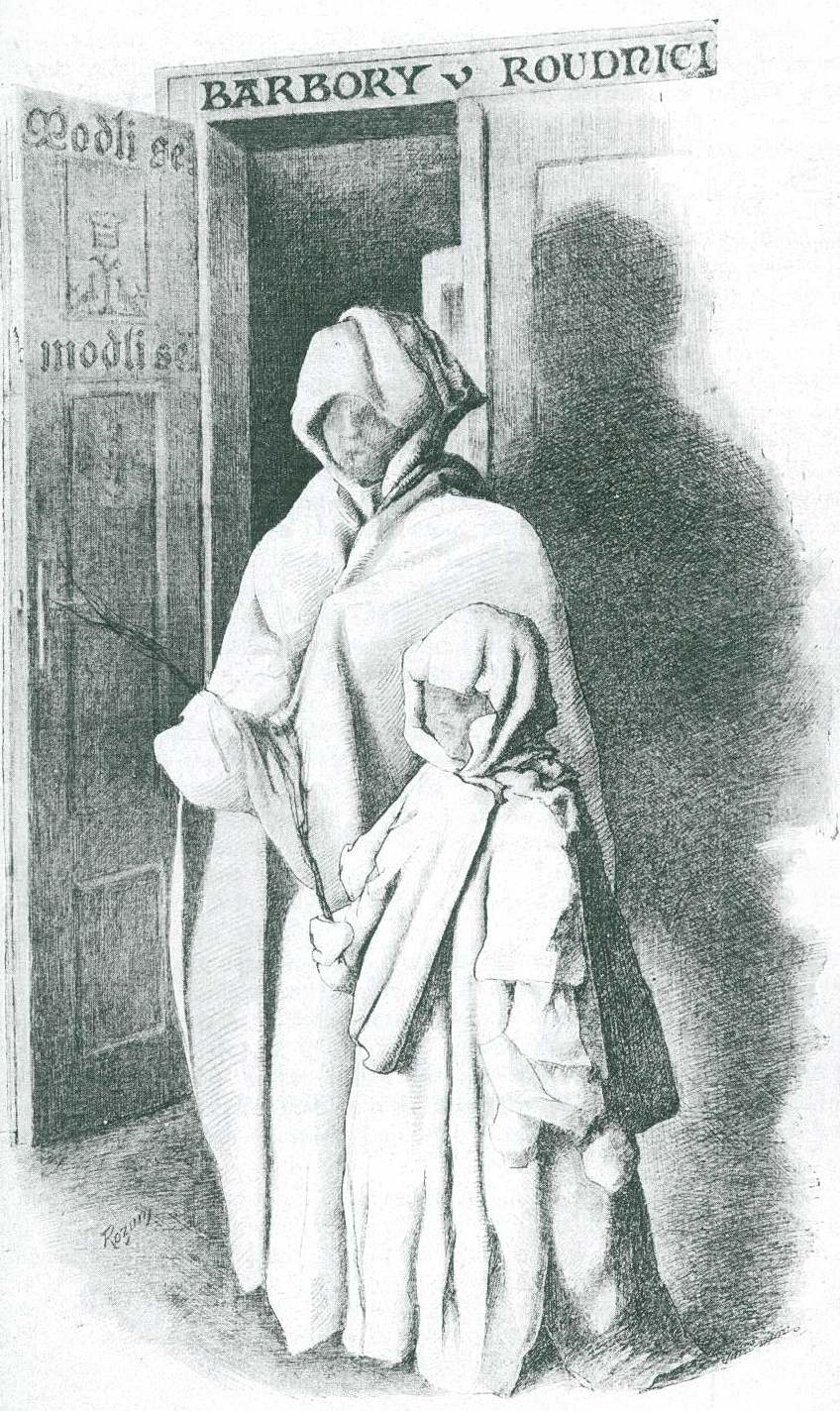
Barborky na ilustraci k dílu Čeňka Zíbrta, 1910

Barborky jsou maskované ženské postavy, vykonávající v české lidové kultuře v předvečer 4. prosince - svátku svaté Barbory, rituální obchůzku. V některých případech jde o postavu jedinou – Barboru. Barborkám se podobají další maskované ženské postavy adventu: lucky, perchty a další středozimky.

My jsme čtyři barborky, jdem ze Svaté Hory.

Neseme všelijaké dary, abysme vám taky dali.

Mulisi, mulisi, mulisi, mulisi.

Píseň barborek
Barborky či Barbora jsou tradičně oděny bílým prostěradlem, tváře mají obílené moukou, stejně jako je tomu u lucek, nebo zahalené závojem či maskou. Zřídka se také objevoval zvyk kdy byly převlečeny za jeptišky či měly rozpuštěné vlasy, někdy doplněné o věneček. Příchod oznamují zvonkem, tlučením na okno nebo vstupují do domácností tiše, jen s pozdravem. Hodným dětem rozdávají sladkosti, zatímco zlobivé trestají metlou.